# Boucles de l'Aulne
De Boucles de l'Aulne-Châteaulin een eendaagse wielerwedstrijd in het departement Finistère in Bretagne, Frankrijk. Reeds in 1931 werd de eerste editie verreden. Tot 1938 heette hij de Grand Prix Le Télégramme de Brest en van 1945 tot 2001 Circuit de l’Aulne. Bij diens start in 2005 werd de wedstrijd opgenomen in de UCI Europe Tour in categorie 1.1. Daarnaast was de wedstrijd van 2000-2004 onderdeel van de Coupe de France en is dit weer vanaf 2011.

## Lijst van winnaars

### Meervoudige winnaars
| Overwinningen | Renner               | Jaren                  |
| ------------- | -------------------- | ---------------------- |
| 4             | Bernard Hinault      | 1978, 1979, 1981, 1985 |
| 3             | Pierre-Marie Cloarec | 1933, 1935, 1936       |
| 3             | Eddy Merckx          | 1966, 1969, 1975       |
| 2             | Pierre Cogan         | 1937, 1938             |
| 2             | Louison Bobet        | 1949, 1953             |
| 2             | Armand Audaire       | 1948, 1957             |
| 2             | Rik Van Looy         | 1963, 1964             |
| 2             | Jacques Anquetil     | 1962, 1968             |
| 2             | Laurent Jalabert     | 1995, 1997             |
| 2             | Walter Bénéteau      | 2000, 2003             |
| 2             | Romain Feillu        | 2007, 2008             |
| 2             | Alexis Gougeard      | 2024, 2019             |

### Overwinningen per land
| Overwinningen | Land                         |
| ------------- | ---------------------------- |
| 62            | Frankrijk                    |
| 14            | België                       |
| 3             | Spanje                       |
| 2             | Italië, Nederland, Noorwegen |
| 1             | Estland, Verenigd Koninkrijk |